# Seznam obcí v kantonu Appenzell Ausserrhoden

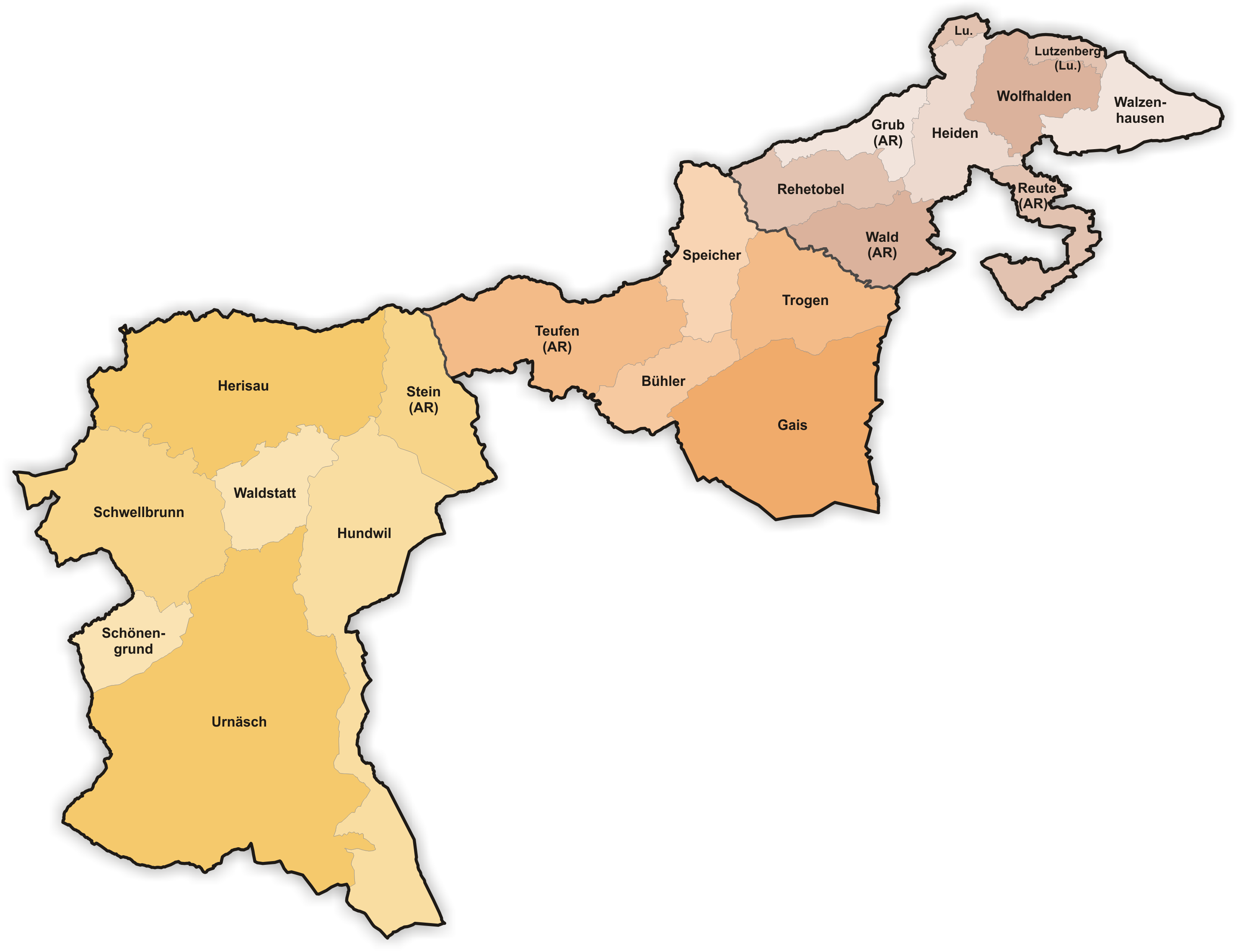
Mapa obcí kantonu Appenzell Ausserrhoden (stav 2021)

Kanton Appenzell Ausserrhoden zahrnuje 20 politických obcí zvaných Einwohnergemeinden. Jde o jediný kanton, který nemá ústavně definované hlavní město; většina kantonálních institucí však sídlí v největší obci Herisau. Okresy jako správní úroveň v tomto kantonu neexistují; historicky se kanton rozděluje do tří okresů (Bezirk), zvaných Hinterland, Mittelland a Vorderland.
| Znak         | Název obce   | Počet obyvatel (31. 12. 2020) | Rozloha (km²) | Hustota zalidnění (obyv./km²) | Bývalý okres |
| ------------ | ------------ | ----------------------------- | ------------- | ----------------------------- | ------------ |
| Bühler       | Bühler       | 1860                          | 5,60          | 332                           | Mittelland   |
| Gais         | Gais         | 3066                          | 21,21         | 145                           | Mittelland   |
| Grub         | Grub         | 980                           | 4,21          | 233                           | Vorderland   |
| Heiden       | Heiden       | 4188                          | 7,48          | 560                           | Vorderland   |
| Herisau      | Herisau      | 15 649                        | 25,20         | 621                           | Hinterland   |
| Hundwil      | Hundwil      | 968                           | 24,08         | 40                            | Hinterland   |
| Lutzenberg   | Lutzenberg   | 1271                          | 2,25          | 565                           | Vorderland   |
| Rehetobel    | Rehetobel    | 1726                          | 6,72          | 257                           | Vorderland   |
| Reute        | Reute        | 690                           | 4,99          | 138                           | Vorderland   |
| Schönengrund | Schönengrund | 528                           | 5,19          | 102                           | Hinterland   |
| Schwellbrunn | Schwellbrunn | 1550                          | 17,42         | 89                            | Hinterland   |
| Speicher     | Speicher     | 4434                          | 8,18          | 542                           | Mittelland   |
| Stein        | Stein        | 1388                          | 9,36          | 148                           | Hinterland   |
| Teufen       | Teufen       | 6364                          | 15,25         | 417                           | Mittelland   |
| Trogen       | Trogen       | 1822                          | 10,03         | 182                           | Mittelland   |
| Urnäsch      | Urnäsch      | 2263                          | 48,16         | 47                            | Hinterland   |
| Wald AR      | Wald         | 882                           | 6,83          | 129                           | Vorderland   |
| Waldstatt    | Waldstatt    | 1803                          | 6,75          | 267                           | Hinterland   |
| Walzenhausen | Walzenhausen | 2031                          | 7,00          | 290                           | Vorderland   |
| Wolfhalden   | Wolfhalden   | 1846                          | 6,93          | 266                           | Vorderland   |
| Celkem (20)  | Celkem (20)  | 55 309                        | 242,84        | 228                           |              |